# Ллойд, Эдриан
Эдриан Дж. Ллойд (англ. Adrian J. Lloyd, род. 10 июня 1964) — новозеландский и австралийский шахматист, национальный мастер.
Победитель чемпионата Новой Зеландии 1985 / 86 гг. (1—2 с О. Сарапу). Серебряный призер чемпионата Новой Зеландии 1984 / 85 гг. Чемпион острова Южный 1981 (в группе из 5 шахматистов), 1983 (1—2 с В. Смоллом) и 1984 (1—3 с В. Смоллом и М. Уилсоном).
В 1982 г. представлял Новую Зеландию на юниорском чемпионате мира. В это турнире он занял невысокое место, но в 1-м туре одержал победу над Й. Хьяртарсоном, а во 2-м сыграл вничью с другим будущим гроссмейстером Ф. Нейбуром.
С начала 2000-х гг. живёт в Австралии. Участвовал в чемпионате Австралии 2001 / 02 гг.

## Спортивные результаты
| Год         | Город      | Соревнование             | + | − | = | Результат | Место |
| ----------- | ---------- | ------------------------ | - | - | - | --------- | ----- |
| 1981        |            | Чемпионат острова Южный  |   |   |   |           | 1—5   |
| 1982        | Копенгаген | Юниорский чемпионат мира | 5 | 6 | 2 | 6 из 13   | [ 2 ] |
| 1982 / 1983 | Данидин    | Чемпионат Новой Зеландии | 1 | 4 | 6 | 4 из 11   | 9     |
| 1983        |            | Чемпионат острова Южный  |   |   |   |           | 1—2   |
| 1983 / 1984 | Окленд     | Чемпионат Новой Зеландии | 2 | 5 | 4 | 4 из 11   | 11—12 |
| 1984        | Крайстчерч | Чемпионат острова Южный  |   |   |   |           | 1—3   |
| 1984 / 1985 | Аппер-Хатт | Чемпионат Новой Зеландии | 6 | 1 | 4 | 8 из 11   | 2     |
| 1985 / 1986 | Крайстчерч | Чемпионат Новой Зеландии |   |   |   |           | 1—2   |
| 2001 / 2002 | Мельбурн   | Чемпионат Австралии      | 5 | 4 | 2 | 6 из 11   | 10—14 |